# Charlie i chronometr
Charlie i chronometr – amerykański film komediowy z 1914 roku.

## Fabuła
Charlie Chaplin znajduje się w parku pełnym zakochanych par. Jedna dziewczyna pragnie usłyszeć od swojego adoratora coś romantycznego. Piękniś kradnie zegarek śpiącemu mężczyźnie, Charlie odbiera go złodziejowi i daje dziewczynie. Później, gdy znów jest w posiadaniu zegarka próbuje sprzedać go jego właścicielowi.

## Obsada
- Charlie Chaplin – kieszonkowiec
- Hank Mann – śpioch
- Josef Swickard – ofiara
- Chester Conklin – kieszonkowiec
- Gordon Griffith – chłopiec
- Edgar Kennedy – kochanek
- Minta Durfee – kobieta